# Бекман, Чель
Чель Хилдинг «Тьялле» Бекман (швед. Kjell Hilding "Tjalle" Bäckman; 21 февраля 1934 — 9 января 2019) — шведский конькобежец, бронзовый призёр Олимпийских игр 1960 года в Скво-Вэлли.

## Карьера
Он участвовал в зимних Олимпийских играх 1960 года в соревнованиях на 5000 и 10000 метров и завоевал бронзовую медаль на дистанции 10000 м. Все три призера этого события побили предыдущий мировой рекорд. При этом, Бекман улучшил свой лучший результат более чем на 50 секунд. Несмотря на этот успех, до этого результаты шведа на международных стартах были непримечательны, из-за чего его не считали фаворитом в борьбе за медали.

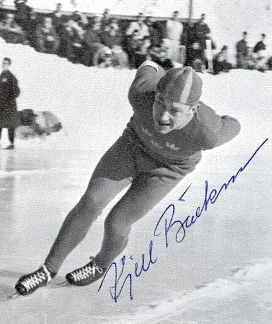
Фотокарточка с автографом Бекмана (около 1960)

В дальнейшем, Бекман дважды попадал в финальные соревнования на международных чемпионатах — на чемпионатах Европы 1961 и 1963 годов, однако не сумел в личных соревнованиях подняться выше одиннадцатого места.
Бекман является четырёхкратным чемпионом Швеции, два раза победив на дистанции 5000 м (1959, 1961) и дважды на 10000 м (1959, 1960).

## Личные рекорды
| Дистанция | Время (год)    |
| --------- | -------------- |
| 500 м     | 44,3 (1963)    |
| 1 500 м   | 2.15,4 (1964)  |
| 5 000 м   | 7.52,0 (1964)  |
| 10 000 м  | 16.10,5 (1964) |